# Pherne subpunctata
Pherne subpunctata är en fjärilsart som beskrevs av George Duryea Hulst 1898. Pherne subpunctata ingår i släktet Pherne och familjen mätare. Inga underarter finns listade i Catalogue of Life.